# Ninken
Cesarz Ninken (jap. 仁賢天皇 Ninken tennō) – 24. cesarz Japonii według tradycyjnego porządku dziedziczenia.
Ninken panował w latach 488-498.
Mauzoleum cesarza Ninken znajduje się w Fujiidera, prefektura Osaka. Nazywa się ono Hanyū no Sakamoto no misasagi.